# Signiphora zosterica
Signiphora zosterica är en stekelart som först beskrevs av Geoffrey John Kerrich 1953.
Signiphora zosterica ingår i släktet Signiphora och familjen långklubbsteklar. Inga underarter finns listade i Catalogue of Life.